# Brandschutz

Taktisches Zeichen in Deutschland für einen Brandschutzdienst

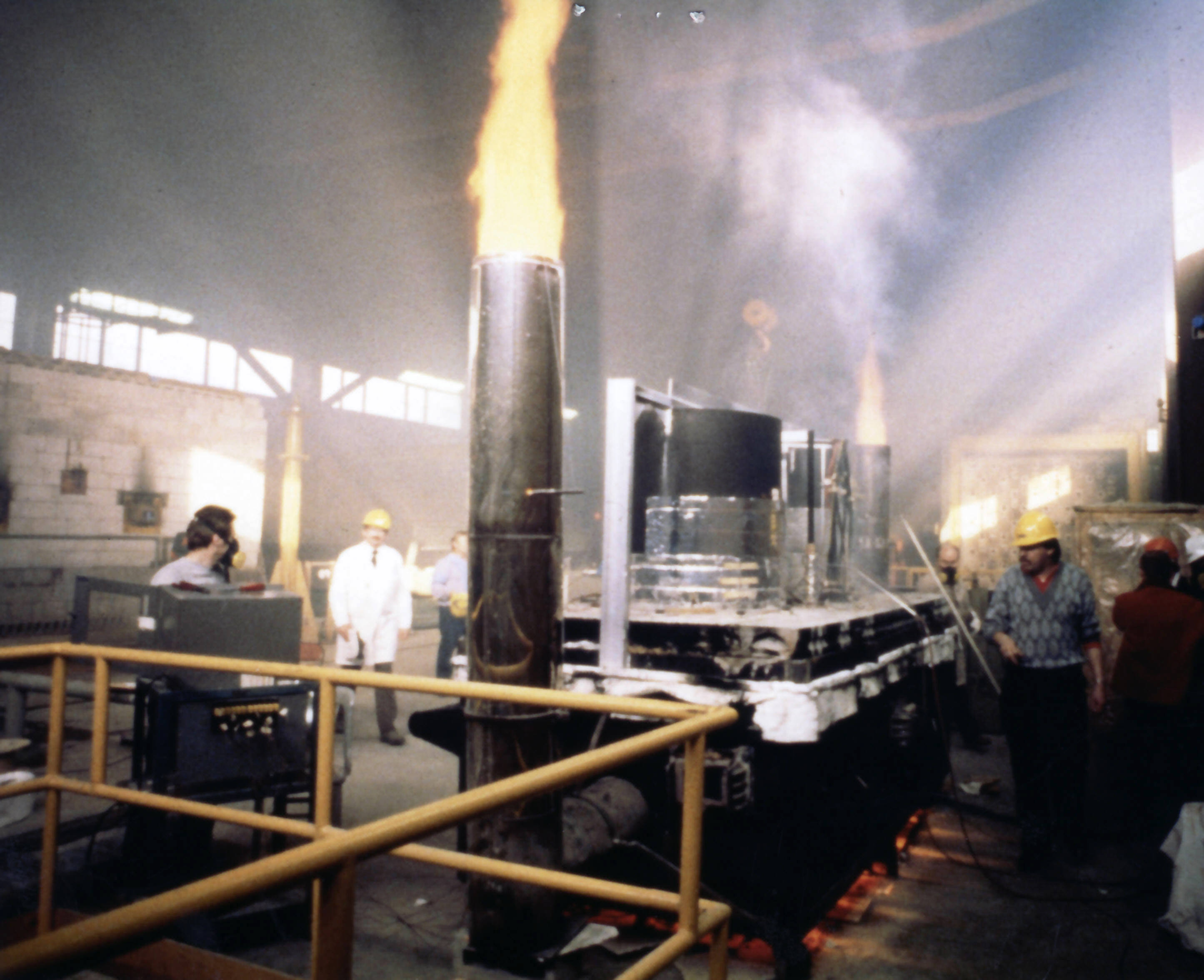
Brandprüfung zur Erlangung einer Feuerwiderstandsklasse für Abschottungssysteme in Kanada.

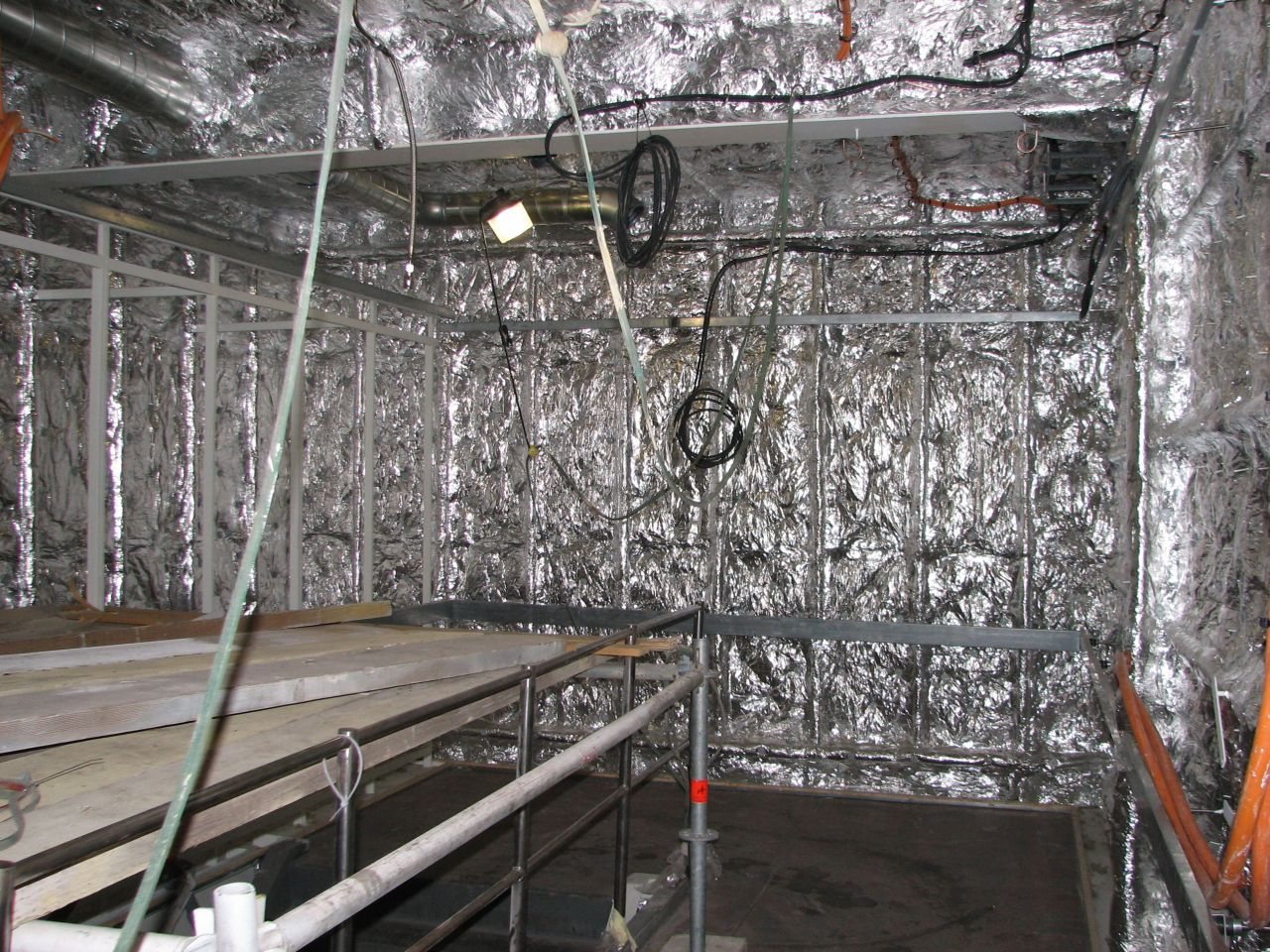
Brandschutzisolierung auf einem Schiff

Unter Brandschutz oder Feuerschutzwesen versteht man alle Maßnahmen, die der Entstehung und Ausbreitung eines Brandes (Feuer und Rauch) vorbeugen (Brandverhütung durch vorbeugenden und baulichen Brandschutz) und die Rettung von Menschen und Tieren sowie wirksame Löscharbeiten bei einem Brand ermöglichen (abwehrender Brandschutz).
Brandschutz ist vielschichtig und findet sich in vielen Bereichen des täglichen Lebens. Daher finden sich zum Beispiel in Deutschland Anforderungen an den Brandschutz in einer Vielzahl von Rechtsvorschriften wie zum Beispiel den Feuerwehrgesetzen und Bauordnungen der sechzehn Bundesländer sowie zahlreichen weiteren Gesetzen, Verordnungen und Richtlinien. Man unterscheidet den vorbeugenden und den abwehrenden Brandschutz.

## Geschichte
Die frühe bzw. Vorgeschichte des Brandschutzes lässt sich bis ins zweite Jahrtausend vor Christus zurückverfolgen. Um 1200 v. Chr. sind jährliche Feuerberichte aus Ägypten in Hieroglyphen überliefert. Erste Maßnahmen zum Brandschutz sind auch aus dem antiken Rom überliefert.

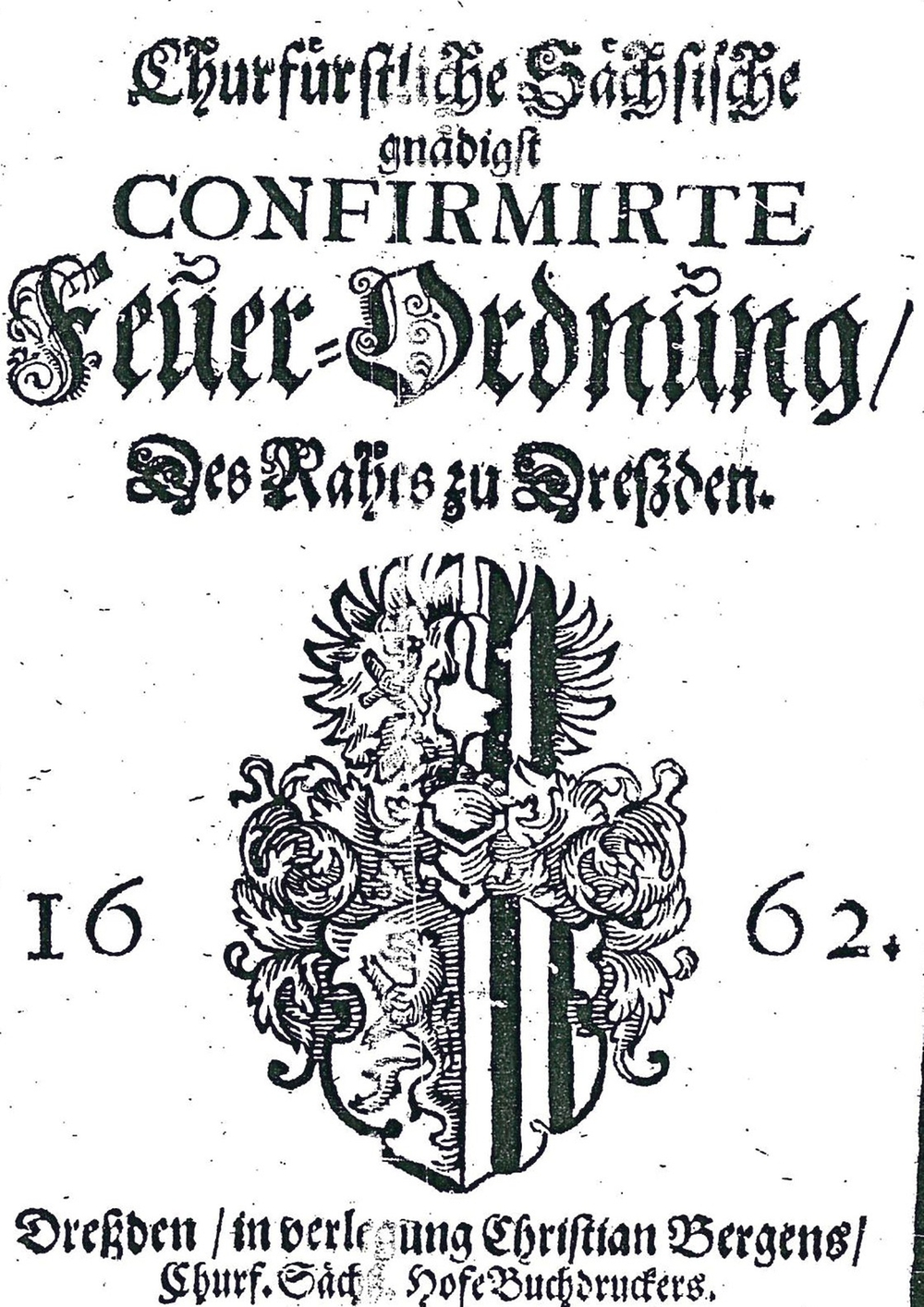
Aus der frühen Geschichte des Brandschutzes im deutschsprachigen Raum stammt die „Feuer-Ordnung des Rathes zu Dreszden von 1662“.

Im deutschsprachigen Raum stammen erste Brandschutzregeln aus dem zwischen 1220 und 1230 von Eike von Repgow verfassten Sachsenspiegel. Beispiele für erste umfassendere Anordnungen in Deutschland stammen aus dem späten 17. Jahrhundert, wie die Feuer-Ordnung des Rathes zu Dreszden von 1662, und dem 18. Jahrhundert. In Textform sind hier beispielsweise Erlasse im Kurfürstentum Trier vom 9. Mai 1721 und in der Kurpfalz aus dem Jahr 1772, die der Verhütung eines Brandes im Zusammenhang mit häuslichen Feuerstätten dienten, überliefert. Nach gleichzeitigen Bauvorschriften durften keine Holzschornsteine mehr errichtet, keine hölzernen Schläuche mehr eingebaut werden, die den Rauch der Feuerstätte zum Kamin zu leiten hatten, wie es auch untersagt wurde, Ofenrohre zum Fenster hinauszuführen.

## Vorbeugender Brandschutz

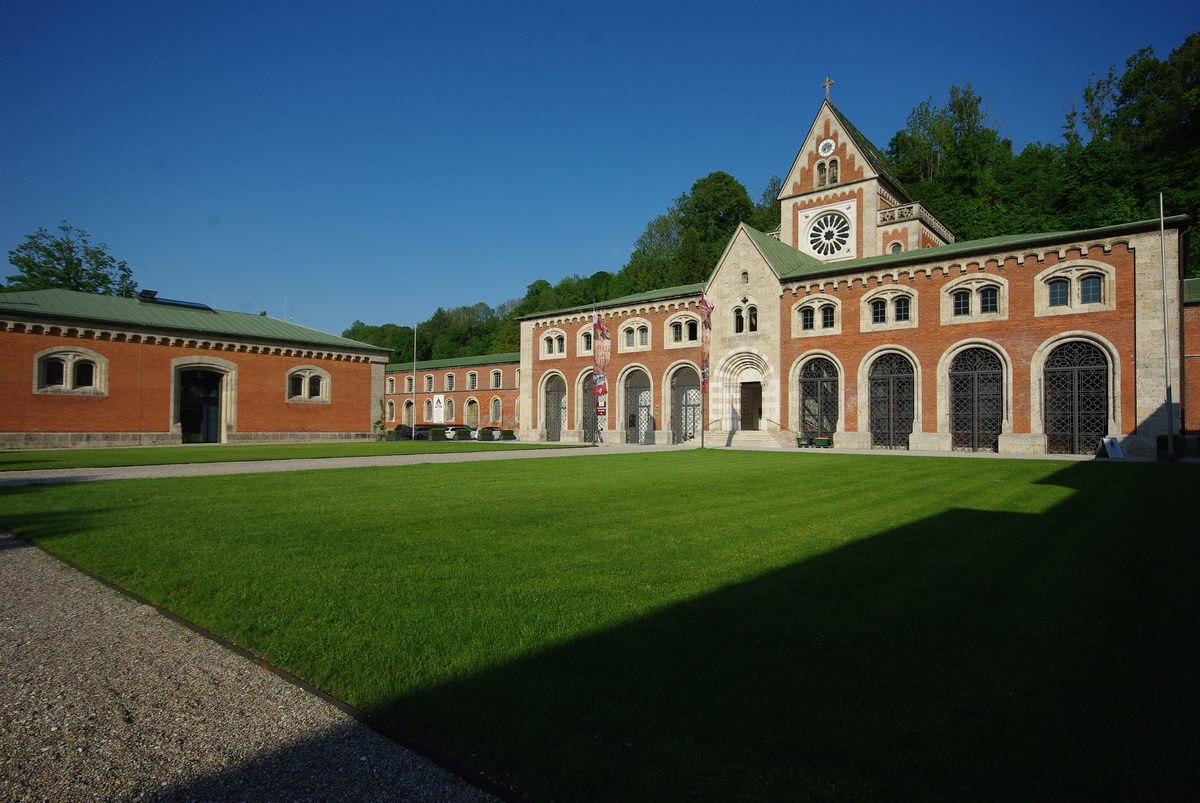
Baulicher Brandschutz in der Alten Saline in Bad Reichenhall: Großzügige Abstandsflächen zwischen den Gebäuden

Vorbeugender Brandschutz ist der Begriff für alle Maßnahmen, die im Vorfeld getroffen werden, um einer Entstehung und Ausbreitung von Bränden durch bauliche, anlagentechnische und organisatorische Maßnahmen entgegenzuwirken und die Auswirkungen von Bränden soweit es geht einzuschränken.
Folglich gliedert sich der vorbeugende Brandschutz in den:
- Baulichen Brandschutz
- Anlagentechnischen Brandschutz
- Organisatorischen Brandschutz.

Im bauordnungsrechtlichen Sinne dient der vorbeugende Brandschutz dem Schutz von Leib und Leben, der Umwelt und der öffentlichen Sicherheit und ist als Voraussetzung für eine wirksame Brandbekämpfung gefordert. Die öffentlich-rechtlichen Vorschriften der Landesbauordnungen sind in Deutschland als Mindestanforderungen erlassen.
In Ergänzung zum Bauordnungsrecht basieren die Anforderungen in Bezug auf den Sachschutz auf privatrechtlichen Vereinbarungen. Maßgeblich sind hierbei häufig die Anforderungen, die der Sachversicherer an die Ausführung des Gebäudes bzw. seiner technischen Anlagen stellt.
Eine Vielzahl rechtlicher Vorschriften befasst sich mit der Regelung des Aufgabenbereiches des vorbeugenden Brandschutzes. Neben grundsätzlichen sozialen, humanitären, politischen und wirtschaftlichen Vorgaben des Grundgesetzes und der Verfassungen finden sich Regelungen zum Brandschutz insbesondere in den Feuerwehrgesetzen und Bauordnungen der Länder, die ihrerseits wiederum durch Verordnungen, Richtlinien, Erlasse, technische Vorschriften und Normen, Handlungsempfehlungen und technische Merkblätter konkretisiert werden.
Allein aus der Vielzahl der Regelungen lässt sich erahnen, welch komplexes Aufgabengebiet sich hier stellt. Die Wege zur Erfüllung der Schutzziele wie Brandverhütung, Verhinderung der Brandausbreitung, Rettung und wirksame Brandbekämpfung können zu unterschiedlichsten Lösungen führen die durch die jeweils zuständige Bauaufsicht zu genehmigen sind.
Aspekte, die brandschutztechnische Lösungen beeinflussen können (Beispiele):
- Bauweise (Stellung der Gebäude auf dem Gelände und zueinander)
- Bauart (Bauliche Beschaffenheit – Massiv-, Skelett-, Fachwerk-, Montagebau usw.)
- Auswahl der Baustoffe[6]
- Lage (Erreichbarkeit sowie Zugänglichkeit)
- Art und Anzahl der nutzenden Personen
- Abmessung (Größe, Aufbau und Unterteilung der Gebäude)
- Art und Menge von Brandlasten und Gefahrstoffen (Gefahr der Brand- und Schadensausbreitung)
- Gefahren der Brand- und/oder Schadensentstehung (Zündquellen, Bedingungen und Wahrscheinlichkeiten)
- Nutzung (betriebliche sowie nutzungstechnische Abläufe)
- Brandentdeckung (Wahrscheinlichkeit bis zur Feststellung und Meldung)
- Beginn der Rettungs- und Brandbekämpfungsmaßnahmen
- Umfang und Dauer der Rettungs- und Brandbekämpfungsmaßnahmen
- Leistungsfähigkeit der Gefahrenabwehrkräfte (Feuerwehr, Rettungsdienst, Löschmittelbereitstellung usw.)
- Vorhandensein technischer Einrichtungen (zum Beispiel Löschanlagen, Brandmeldeanlagen, Rauch- und Wärmeabzugsanlagen, Gefahrenmeldeanlagen)
- Umfang betrieblicher Gefahrenabwehrmaßnahmen (Brandschutzordnungen, Gefahrenabwehrpläne, Schulungen, Unterweisungen, Werkfeuerwehren, Löschhilfen usw.)

Neben den vorgenannten Aspekten haben zusätzlich noch die sich hieraus ergebenden Kombinationsmöglichkeiten in der Regel Einfluss auf die wirksamen, sicherheitstechnisch und wirtschaftlich anzustrebenden und rechtlich zulässigen Lösungsmöglichkeiten zur Erreichung der Schutzziele.
Der vorbeugende Brandschutz hat darüber hinaus auch die Interessen des abwehrenden Brandschutzes bei der Brandbekämpfung und sonstigen Gefahrenabwehr zu vertreten und ist daher auch wesentlicher Teil der Gefahrenabwehr von Bund, Ländern und Gemeinden. Hieraus ergeben sich weitere Aufgaben in der Schutzzielerfüllung; es müssen die üblichen Vorgehensweisen der Feuerwehr in der Form Berücksichtigung finden, dass eine gefahrenarme Brandbekämpfung möglich wird und die möglicherweise entstehenden Brandszenarien beherrschbar bleiben. Darüber hinaus darf auch der Fall des Massenanfalls von Verletzten und Toten mit hinreichender Wahrscheinlichkeit nicht eintreten. Die Aufgabe des vorbeugenden Brandschutzes steht somit im Spannungsfeld öffentlicher Aufgaben (Bauordnungsrecht, Baurecht, Brandschutzrecht) und privater Interessen.
Darüber hinaus sind weitere sowohl öffentliche als auch private Interessen oftmals zu berücksichtigen, die die Aufgabenerfüllung oft weiter komplizieren können. Häufig kollidieren die angestrebten Lösungen zum Beispiel mit den Interessen des Bestandsschutzes, des Denkmalschutzes, des Städtebaurechts, des Straßenverkehrsrechts, des Gewerbe- und Arbeitsrechtes, der Energieeinsparverordnung usw. oder speziellen Vorgaben und Wünschen der Bauherren, Architekten hinsichtlich der Gestaltung und Auswahl der Baustoffe und Anforderungen an technische Einrichtungen und nicht zuletzt mit betriebswirtschaftlichen Aspekten.
Demgegenüber ist der häufige geäußerte Wunsch nach klarer Regelung brandschutztechnischer Maßnahmen und Anforderungen in rechtlichen und technischen Regelwerken (nach Art eines Kochrezeptes) in allen erdenklichen Einzelfällen ein absurdes Verlangen. Dies bedeutet aber nicht, dass hier ein rechtlicher Freiraum existiert, sondern vielmehr dass im Rahmen der rechtlichen Vorgaben die Erfüllung der Schutzziele als Minimum erreicht werden müssen. Die Fixierung auf die strikte Anwendung gesetzlicher Vorgaben kann in Einzelfällen kontraproduktiv sein, wenn die Randbedingungen des Einzelfalles und das eigentliche Schutzziel nicht zielführend gewürdigt werden. In einigen Fällen werden seitens der Behörden und privater Sachverständiger berechtigte Interessen der Betroffenen im Wahne sicherheitstechnischer Anforderungen außer Acht gelassen. Letztlich wird die Findung schutzzielorientierter Lösungen in Einzelfällen aus einem Gefüge bestehen, in dem die unterschiedlichen Aspekte angemessen zu würdigen sind. Hierbei steht die Qualität von Brandschutzkonzepten bzw. brandschutztechnischen Anforderungen häufig in direktem Zusammenhang mit den umfangreich erforderlichen Kenntnissen und personellen Eigenschaften der Ersteller. Auf die Qualifikation der Beteiligten und die umfassende Erläuterung der Konzepte ist besonderer Wert zu legen. Allein der verfahrensrechtlich notwendige Verweis auf den entsprechenden Gesetzestext reicht häufig nicht aus, den Sachverhalt allen Beteiligten verständlich nachvollziehbar zu machen.
Wesentliche Aufgaben (Schutzziele) des vorbeugenden Brandschutzes sind Leben, Gesundheit, Eigentum, Besitz und Umwelt zu schützen.

### Baulicher Brandschutz
Die baulichen Maßnahmen sind sehr vielfältig und beinhalten die verwendeten Baustoffe und Bauteile, in Europa und Deutschland geregelt in DIN EN 13501 und den DIN EN 1992-1-2 für Stahlbetonbau, DIN EN 1993-1-2 für Stahlbau und DIN EN 1995-1-2 für Holzbau, über den bautechnischen Brandschutz in Industriebauten, geregelt in der DIN 18230, über die Fluchtwegplanung hin zu Löschanlagen in Gebäuden. In Österreich werden vergleichbare Anforderungen in den verschiedenen TRVB-B festgelegt.
In Deutschland kann es notwendig sein, aufgrund bauordnungsrechtlicher Anforderungen, Forderungen von Versicherern oder im Interesse des Bauherrn ein Brandschutzgutachten durch einen qualifizierten Brandschutzgutachter erstellen zu lassen. U.U. ist das erstellte Brandschutzkonzept bei der zuständigen Bauaufsichtsbehörde einzureichen, abzustimmen und genehmigen zu lassen. Das Bauordnungsrecht ist in Deutschland Landesrecht. In Österreich unterliegt die feuerpolizeiliche Abnahme den Brandverhütungsstellen (ebenfalls in Hoheit einzelner Bundesländer). In der Schweiz ist sie kantonal geregelt.
Bauliche Maßnahmen müssen vor allem folgende Aspekte berücksichtigen:
- Brandverhalten von Baustoffen,
- Feuerwiderstand der Bauteile,
- Bauprodukte, für die technische Regeln in der Bauregelliste A nach Abs. 2 bekannt gemacht worden sind und die von diesen wesentlich abweichen oder für die es allgemein anerkannte Regeln der Technik oder Technische Baubestimmungen nach Art. 3 Abs. 2 nicht gibt (nicht geregelte Bauprodukte), müssen

1. eine allgemeine bauaufsichtliche Zulassung (AbZ),
2. ein allgemeines bauaufsichtliches Prüfzeugnis (AbP) oder
3. eine Zustimmung im Einzelfall haben.

- Aufteilung der Gebäude in Brandabschnitte durch Brandwände und -schutztüren
- Fluchtwegplanung
- reaktive Brandbekämpfung durch Sprinkleranlagen oder Gaslöschanlagen
- aktive Brandvermeidung durch Sauerstoffreduktion

In modernen Gebäuden werden viele Leitungen und Isolierungen für die Gas-, Wasser- und Heizungsinstallation aus Kunststoff eingebaut. Die immer stärker werdende Durchdringung großer Gebäude mit Energieversorgungs-, Steuer- und Datenleitungen läuft der von der Bauaufsicht geforderten Abschnittstrennung mit Brandwänden und feuerbeständigen Geschossdecken zuwider. Die Brandlast kann sehr hoch sein. Deshalb werden in modernen Gebäuden mit größeren Menschenansammlungen (beispielsweise Bahnhöfen, Flughäfen, Museen, Kongresshallen) spezielle Feuerschutzeinrichtungen wie Brandmeldeanlagen, Notbeleuchtung, Brandschutztore und Brandschutztüren montiert. Diese sollten ihre Funktion möglichst lange (30 oder 90 Minuten bzw. gar mehr) aufrechterhalten.
In öffentlichen Gebäuden in Deutschland ist der Einsatz von halogenfreien Leitungen (kein PVC) Standard. Stromleitungen, die durch mehrere Brandabschnitte verlaufen, müssen mit einem Brandschott gesichert werden. Elektrische Leitungen, die beispielsweise für die maschinelle Entrauchung oder eine Brandmeldeanlage genutzt werden, müssen abhängig vom Einsatz eine Feuerwiderstandsdauer (mit Funktionserhalt) von E90 oder E30 aufweisen (siehe auch Brandschutzgewebe und Intumeszenz).
Gebäude, die von in ihrer Bewegung eingeschränkten Menschen genutzt oder bewohnt werden (Krankenhäuser, Kliniken, Altenwohnheime, Seniorenwohnanlagen usw.), werden in der Regel als Sonderbauten bewertet.
In privaten Wohnräumen gilt seit August 2014 in bestimmten Bundesländern in Deutschland eine Rauchwarnmelderpflicht. Hierzu zählen die Bundesländer: Bayern, Baden-Württemberg, Rheinland-Pfalz, Schleswig-Holstein, Hamburg, Niedersachsen, Bremen, Nordrhein-Westfalen, Sachsen-Anhalt, Saarland, Thüringen, Mecklenburg-Vorpommern, und Hessen.
Baulicher Brandschutz in Tunnelbauwerken: Bei Tunnelbauwerken hat der bauliche Brandschutz aufgrund der dramatischen Tunnelbrände in den letzten Jahren stark an Bedeutung gewonnen. Neben der Einhaltung von konstruktiven Regeln wird hier der rechnerische Nachweis (die so genannte „heiße Bemessung“) zunehmend wichtiger. Regelungen zum rechnerischen Nachweis finden sich z. B. in der EN 1992-1-2, der ZTV-Ing und der „Richtlinie für den Brand- und Katastrophenschutz“ der Deutschen Bahn.

### Anlagentechnischer Brandschutz
Darunter fallen alle technischen Anlagen und Einrichtungen, welche zur Verbesserung des Brandschutzes dienen. Zu den typischen, dem Brandschutz dienenden gebäudetechnischen Anlagen zählen insbesondere:
- Brandlastarme Elektroinstallation mit hoher Dezentralität und Fehlerstrom-Schutzschalter mit einem Bemessungsfehlerstrom kleiner 300 mA
- Brandmeldeanlagen (BMA) nach DIN 14675[8]
- Rauchansaugsysteme, beispielsweise zur Unterstützung der Rauchdetektion in Fußböden- oder Deckenhohlräumen, die der Leitungsverlegung dienen (i. d. R. Teil einer BMA)
- optische und akustische Alarmierungsanlagen, häufig auch als Teil einer Brandmeldeanlage
- Rauch- und Wärmeabzugsanlagen (RWA)
- Anlagen zur Bevorratung von und Versorgung mit Löschwasser
- selbsttätige Feuerlöschanlagen (z. B. in Form von Sprinkleranlagen und Gaslöschanlagen) einschließlich der örtlichen Vorhaltung der zugehörigen Löschmittel
- nichtselbsttätige Feuerlöschanlagen (Wandhydranten) mit entsprechenden Schlauchanschlüssen als „gebäudeinternes Ende“ trockener oder nasser Steigleitungen
- Feststellanlagen für Rauchschutztüren in Flucht- und Rettungswegen
- Fluchttürterminals zur Steuerung und Überwachung von ins Freie oder in andere Brandabschnitte führenden Fluchttüren
- die Flucht- und Rettungswegbeleuchtung als Teil der Sicherheitsbeleuchtungsanlage (siehe Notbeleuchtung)
- manuell zu bedienende Feuerlöscher (so genannte Handfeuerlöscher) Wandhydrant im Flughafen Rom-Ciampino als Beispiel für einen nicht optimalen Brandschutz – der Schlauch ist in Plastik verpackt und nicht für den schnellen Einsatz vorbereitet.

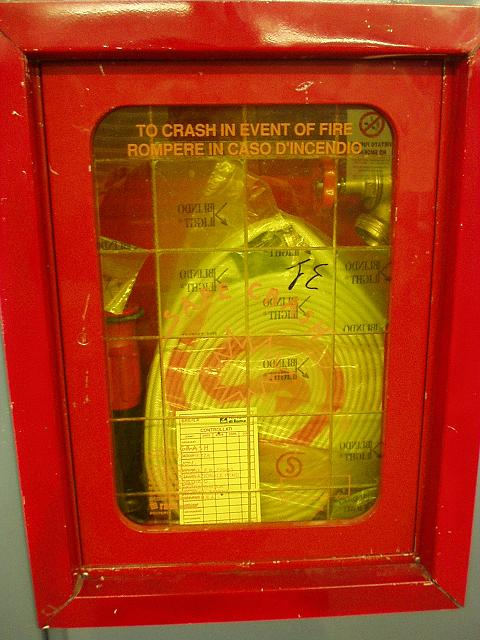
Wandhydrant im Flughafen Rom-Ciampino als Beispiel für einen nicht optimalen Brandschutz – der Schlauch ist in Plastik verpackt und nicht für den schnellen Einsatz vorbereitet.

- Überdrucklüftungsanlagen zur weitgehenden Vermeidung des Eindringens von Rauch in Flucht- und Rettungswege (z. B. in die Fluchttreppen von Hochhäusern)
- Schottungen für die Durchdringung von Bauteilen mit Anforderungen an den Feuerwiderstand durch Kabelanlagen und Rohre (so genannte Brandschotts) bzw. Brandschutzklappen (BSK) zur Schottung infolge der Durchdringung von Bauteilen – wie vor – durch Lüftungsleitungen und -kanäle.

Im Zuge der Umnutzung, des Umbaus oder der Erweiterung von Bestandsgebäuden (Aufhebung des Bestandsschutzes), aber auch bei Neubauten und als unmittelbare Manifestation des architektonischen Gestaltungswillens, gewinnen die Anlagen des gebäudetechnischen Brandschutzes an Bedeutung.
In Wohnungs- und Gesellschaftsbau dienen diese Anlagen der Kompensation von Abweichungen zu den gesetzlichen Forderungen. Die Entwicklung ist von steigenden Kosten für Betrieb, Wartung und Instandhaltung der gebäudetechnischen Anlagen begleitet.

### Organisatorischer Brandschutz
Dieser Punkt umschreibt die Bestellung von Brandschutzbeauftragten und Brandschutzwarten sowie die Erstellung von Alarmplänen, Brandschutzordnung und Brandschutzplänen. Aber auch die Schulung beim Umgang mit brennbaren Stoffen oder Zündquellen und das Verhalten nach Ausbruch eines Brandes fallen in dieses Gebiet.

## Abwehrender Brandschutz
Abwehrender Brandschutz erfolgt, wenn es brennt. Hierzu gehören insbesondere Maßnahmen der Feuerwehr. Zusätzlich zum Löschen eines Brandes gehört das Verringern von Begleitschäden, die ein Vielfaches des Primärschadens ausmachen können (siehe: Brandschäden).

## Normen und Richtlinien

### Baulicher Brandschutz
- DIN 4102 Brandverhalten von Baustoffen und Bauteilen
  - Teil 1: Baustoffe; Begriffe, Anforderungen und Prüfungen; Ausgabedatum 1998-05
  - Teil 2: Bauteile, Begriffe, Anforderungen und Prüfungen; Ausgabedatum 1977-09
  - Teil 3: Brandwände und nichttragende Außenwände, Begriffe, Anforderungen und Prüfungen; Ausgabedatum 1977-09
  - Teil 4: Zusammenstellung und Anwendung klassifizierter Baustoffe, Bauteile und Sonderbauteile; Ausgabedatum 2016-05
  - Teil 5: Feuerschutzabschlüsse, Abschlüsse in Fahrschachtwänden und gegen Feuer widerstandsfähige Verglasungen, Begriffe, Anforderungen und Prüfungen; Ausgabedatum 1977-09
  - Teil 7: Bedachungen – Anforderungen und Prüfungen; Ausgabedatum 2018-11
  - Teil 8: Kleinprüfstand; Ausgabedatum 2003-10
  - Teil 9: Kabelabschottungen; Begriffe, Anforderungen und Prüfungen; Ausgabedatum 1990-05
  - Teil 11: Rohrummantelungen, Rohrabschottungen, Installationsschächte und Installationskanäle sowie Abschlüsse ihrer Revisionsöffnungen; Begriffe, Anforderungen und Prüfungen; Ausgabedatum 1985-12
  - Teil 12: Funktionserhalt von elektrischen Kabelanlagen; Anforderungen und Prüfungen; Ausgabedatum 1998-11
  - Teil 13: Brandschutzverglasungen; Begriffe, Anforderungen und Prüfungen; Ausgabedatum 1990-05
  - Teil 14: Bodenbeläge und Bodenbeschichtungen; Bestimmung der Flammenausbreitung bei Beanspruchung mit einem Wärmestrahler; Ausgabedatum 1990-05
  - Teil 15: Brandschacht; Ausgabedatum 1990-05
  - Teil 16: Durchführung von Brandschachtprüfungen; Ausgabedatum 2021-01
  - Teil 17: Schmelzpunkt von Mineralwolle-Dämmstoffen – Begriffe, Anforderungen und Prüfung; Ausgabedatum 2017-12
  - Teil 18: Feuerschutzabschlüsse; Nachweis der Eigenschaft „selbstschließend“ (Dauerfunktionsprüfung); Ausgabedatum 1991-03
  - Teil 20: Ergänzender Nachweis für die Beurteilung des Brandverhaltens von Außenwandbekleidungen; Ausgabedatum 2017-10
  - Teil 21: Beurteilung des Brandverhaltens von feuerwiderstandsfähigen Lüftungsleitungen; Ausgabedatum 2002-08 (Vornorm DIN V 4102-21)
- DIN 18230 Baulicher Brandschutz im Industriebau
  - Teil 1: Rechnerisch erforderliche Feuerwiderstandsdauer; Ausgabedatum 2010-09
  - Teil 3: Rechenwerte; Ausgabedatum 2002-08
- DIN EN 13501 Klassifizierung von Bauprodukten und Bauarten zu ihrem Brandverhalten
  - Teil 1: Klassifizierung mit den Ergebnissen aus den Prüfungen zum Brandverhalten von Bauprodukten; Ausgabedatum 2019-05
  - Teil 2: Klassifizierung mit den Ergebnissen aus den Feuerwiderstandsprüfungen, mit Ausnahme von Lüftungsanlagen; Ausgabedatum 2016-12
  - Teil 3: Klassifizierung mit den Ergebnissen aus den Feuerwiderstandsprüfungen an Bauteilen von haustechnischen Anlagen: Feuerwiderstandsfähige Leitungen und Brandschutzklappen; Ausgabedatum 2010-02
  - Teil 4: Klassifizierung mit den Ergebnissen aus den Feuerwiderstandsprüfungen von Anlagen zur Rauchfreihaltung; Ausgabedatum 2016-12
  - Teil 5: Klassifizierung mit den Ergebnissen aus Prüfungen von Bedachungen bei Beanspruchung durch Feuer von außen; Ausgabedatum 2016-12
  - Teil 6: Klassifizierung mit den Ergebnissen aus den Prüfungen zum Brandverhalten von Starkstromkabeln und -leitungen, Steuer- und Kommunikationskabeln; Ausgabedatum 2019-05

#### Normen zu Flucht- und Rettungswegen
- DIN 4066 Feuerwehrzufahrt; Ausgabedatum 1997-07
- DIN 14090 Flächen für Feuerwehr auf Grundstücken; Ausgabedatum 2003-05[10]
- DIN 14094 Feuerwehrwesen – Notleiteranlagen
  - Teil 1: Ortsfeste Notsteigleitern mit Rückenschutz, Haltevorrichtung, Podeste; Ausgabedatum 2017-04
  - Teil 2: Rettungswege auf flachen und geneigten Dächern; Ausgabedatum 2017-04
- DIN 14095 Feuerwehrpläne für bauliche Anlagen; Ausgabedatum 2007-05
- DIN 18799 Ortsfeste Steigleiteranlagen an baulichen Anlagen – Sicherheitstechnische Anforderungen und Prüfungen
  - Teil 1: Steigleitern mit Seitenholmen; Ausgabedatum 2019-06
  - Teil 2: Steigleitern mit Mittelholm; Ausgabedatum 2019-06
  - Teil 3: Zubehörteile; Ausgabedatum 2021-02
- DIN 33404 Gefahrensignale – Akustische Gefahrensignale
  - Teil 3: Einheitliches Notfallsignal; Ausgabedatum 2016-04
- EN 179 Schlösser und Baubeschläge – Notausgangsverschlüsse mit Drücker oder Stoßplatte für Türen in Rettungswegen – Anforderungen und Prüfverfahren; Ausgabedatum 2008-04
- EN 1125 Schlösser und Baubeschläge – Paniktürverschlüsse mit horizontaler Betätigungsstange für Türen in Rettungswegen – Anforderungen und Prüfverfahren; Ausgabedatum 2008-04
- EN 50172 Sicherheitsbeleuchtungsanlagen; Ausgabedatum 2005-01
- DIN ISO 23601 Sicherheitskennzeichnung – Flucht- und Rettungspläne; Ausgabedatum 2021-11
- ISO 7010 Graphische Symbole – Sicherheitsfarben und Sicherheitszeichen – Registrierte Sicherheitszeichen; Ausgabedatum 2020-07

#### Normen zu Feststellanlagen
- DIN 14677 Instandhaltung von elektrisch gesteuerten Feststellanlagen für Feuerschutz- und Rauchschutzabschlüsse sowie für elektrisch gesteuerte Feststellanlagen für Feuerschutzabschlüsse im Zuge von bahngebundenen Förderanlagen
  - Teil 1: Instandhaltungsmaßnahmen; Ausgabedatum 2018-08
  - Teil 2: Anforderungen an die Fachkraft; Ausgabedatum 2018-08

#### Normen zu Glas
- EN 356 Glas im Bauwesen – Sicherheitssonderverglasung – Prüfverfahren und Klasseneinteilung des Widerstandes gegen manuellen Angriff; Ausgabedatum 2000-02
- EN 357 Glas im Bauwesen – Brandschutzverglasungen aus durchsichtigen oder durchscheinenden Glasprodukten – Klassifizierung des Feuerwiderstandes; zurückgezogen
- EN 1051 Glas im Bauwesen – Glassteine und Betongläser
  - Teil 1: Begriffe und Beschreibungen; Ausgabedatum 2003-04
  - Teil 2: Konformitätsbewertung/Produktnorm; Ausgabedatum 2007-12
- EN 1063 Glas im Bauwesen – Sicherheitssonderverglasung – Prüfverfahren und Klasseneinteilung für den Widerstand gegen Beschuss; Ausgabedatum 2000-01
- EN 1279 Glas im Bauwesen – Mehrscheiben-Isolierglas
  - Teil 1: Allgemeines, Systembeschreibung, Austauschregeln, Toleranzen und visuelle Qualität; Ausgabedatum 2018-10
  - Teil 2: Langzeitprüfverfahren und Anforderungen bezüglich Feuchtigkeitsaufnahme; Ausgabedatum 2018-10
  - Teil 3: Langzeitprüfverfahren und Anforderungen bezüglich Gasverlustrate und Grenzabweichungen für die Gaskonzentration; Ausgabedatum 2018-10
  - Teil 4: Verfahren zur Prüfung der physikalischen Eigenschaften der Komponenten des Randverbundes und der Einbauten; Ausgabedatum 2018-10
  - Teil 5: Produktnorm; Ausgabedatum 2018-10
  - Teil 6: Werkseigene Produktionskontrolle und wiederkehrende Prüfungen; Ausgabedatum 2021-05
- EN ISO 12543 Glas im Bauwesen – Verbundglas und Verbund-Sicherheitsglas
  - Teil 1: Definitionen und Beschreibung von Bestandteilen; Ausgabedatum 2022-03
  - Teil 2: Verbund-Sicherheitsglas; Ausgabedatum 2022-03
  - Teil 3: Verbundglas; Ausgabedatum 2022-03
  - Teil 4: Verfahren zur Prüfung der Beständigkeit; Ausgabedatum 2022-03
  - Teil 5: Maße und Kantenbearbeitung; Ausgabedatum 2022-03
  - Teil 6: Aussehen; Ausgabedatum 2022-03
- EN 13541 Glas im Bauwesen – Sicherheitssonderverglasung – Prüfverfahren und Klasseneinteilung des Widerstandes gegen Sprengwirkung; Ausgabedatum 2012-06

#### Normen zu Fenster, Türen, Beschläge und Schlösser
- DIN 18095-1 Türen; Rauchschutztüren; Begriffe und Anforderungen; Ausgabedatum 1988-10
- DIN 18095-2 Türen; Rauchschutztüren; Bauartprüfung der Dauerfunktionstüchtigkeit und Dichtheit; Ausgabedatum 1991-03
- DIN 18095-3 Rauchschutzabschlüsse: Anwendung von Prüfergebnissen; Ausgabedatum 1999-06
- DIN 18100 Türen; Wandöffnungen für Türen; Maße entsprechend DIN 4172; Ausgabedatum 1983-10
- DIN 18250 Schlösser – Einsteckschlösser für Feuerschutz und Rauchschutztüren; zurückgezogen
- DIN 18251 Schlösser – Einsteckschlösser und Mehrfachverriegelungen - Begriffe und Maße; Ausgabedatum 2020-04
- DIN 18257 Baubeschläge – Schutzbeschläge – Begriffe, Maße, Anforderungen, Kennzeichnung; Ausgabedatum 2022-02
- DIN 18262 Einstellbares, nicht tragendes Federband für Feuerschutztüren; zurückgezogen
- DIN 18263 Schlösser und Baubeschläge – Türschließmittel mit kontrolliertem Schließablauf
  - Teil 1: Obentürschließer mit Kurbeltrieb und Spiralfeder; Ausgabedatum 2015-04
  - Teil 4: Drehflügeltürantriebe mit Selbstschließfunktion; zurückgezogen
- DIN 18265 Baubeschläge; Pendeltürbänder mit Feder; Ausgabedatum 1978-09
- DIN 18268 Baubeschläge; Türbänder; Bandbezugslinie; Ausgabedatum 1985-01
- DIN 18272 Feuerschutzabschlüsse; Bänder für Feuerschutztüren; Federband und Konstruktionsband; Ausgabedatum 1987-08
- DIN 18273 Baubeschläge – Türdrückergarnituren für Feuerschutztüren und Rauchschutztüren – Begriffe, Maße, Anforderungen und Prüfungen; Ausgabedatum 2015-07
- DIN 18650 Automatische Türsysteme – Teile 1 und 2; zurückgezogen
- DIN EN 107 Prüfverfahren für Fenster; Mechanische Prüfungen; zurückgezogen
- EN 179 Schlösser und Baubeschläge – Notausgangsverschlüsse mit Drücker oder Stoßplatte für Türen in Rettungswegen – Anforderungen und Prüfverfahren; Ausgabedatum 2008-04
- EN 1125 Schlösser und Baubeschläge – Paniktürverschlüsse mit horizontaler Betätigungsstange für Türen in Rettungswegen – Anforderungen und Prüfverfahren; Ausgabedatum 2008-04
- EN 1154 Schlösser und Baubeschläge – Türschließmittel mit kontrolliertem Schließablauf – Anforderungen und Prüfverfahren (enthält Änderung A1:2002); Ausgabedatum 2003-04
- EN 1154 Berichtigung 1, Schlösser und Baubeschläge – Türschließmittel mit kontrolliertem Schließablauf – Anforderungen und Prüfverfahren (enthält Änderung 1:2002); Ausgabedatum 2006-06
- EN 1154 Beiblatt 1 Schlösser und Baubeschläge – Türschließmittel mit kontrolliertem Titel (Deutsch) Schließablauf – Anschlagmaße und Einbau; Ausgabedatum 2003-11
- EN 1155 Schlösser und Baubeschläge – Elektrisch betriebene Feststellvorrichtungen für Drehflügeltüren – Anforderungen und Prüfverfahren (enthält Änderung A1:2002); Ausgabedatum 2003-04
- EN 1155, Berichtigung 1, Schlösser und Baubeschläge – Elektrisch betriebene Feststellvorrichtungen für Drehflügeltüren – Anforderungen und Prüfverfahren (enthält Änderung A1:2002); Ausgabedatum 2006-06
- EN 1158 Schlösser und Baubeschläge – Schließfolgeregler – Anforderungen und Prüfverfahren (enthält Änderung A1:2002); Ausgabedatum 2003-04
- EN 1158 Berichtigung 1, Schlösser und Baubeschläge – Schließfolgeregler – Anforderungen und Prüfverfahren (enthält Änderung A1:2002); Ausgabedatum 2006-06
- EN 1303 Baubeschläge – Schließzylinder für Schlösser – Anforderungen und Prüfverfahren; Ausgabedatum 04-2005
- EN 1527 Schlösser und Baubeschläge – Beschläge für Schiebetüren und Falttüren – Anforderungen und Prüfverfahren; Ausgabedatum 2022-02
- EN 1670 Schlösser und Baubeschläge – Korrosionsverhalten – Anforderungen und Prüfverfahren; Ausgabedatum 2007-06
- EN 1906 Schlösser und Baubeschläge – Türdrücker und Türknäufe – Anforderungen und Prüfverfahren; Ausgabedatum 2012-12
- EN 12194 Äußere und innere Abschlüsse und Markisen – Falschbedienungen – Prüfverfahren; Ausgabedatum 2000-10
- EN 12209 Schlösser und Baubeschläge – Schlösser – Mechanisch betätigte Schlösser und Schließbleche – Anforderungen und Prüfverfahren; Ausgabedatum 2016-10
- EN 12209-3 Baubeschläge – Schlösser und Fallen – Teil 3: Elektromechanische Schlösser und elektromechanische Schließbleche, Anforderungen und Prüfung; zurückgezogen
- EN 12320 Baubeschläge – Hangschlösser und Hangschlossbeschläge – Anforderungen und Prüfverfahren; Ausgabedatum 2022-03
- EN 13126 Baubeschläge – Beschläge für Fenster und Fenstertüren – Anforderungen und Prüfverfahren
  - Teil 1: Gemeinsame Anforderungen an alle Arten von Beschlägen; Ausgabedatum 2022-04
  - Teil 2: Einreibverschlüsse; Ausgabedatum 2021-10
  - Teil 3: Betätigungsgriffe, insbesondere für Drehkipp-, Kippdreh- und Drehbeschläge; Ausgabedatum 2012-02
  - Teil 4: Kantenverschlüsse; Ausgabedatum 2022-04
  - Teil 5: Vorrichtungen zur Begrenzung des Öffnungswinkels von Fenstern; Ausgabedatum 2015-01
  - Teil 6: Scheren mit veränderlicher Geometrie (mit oder ohne Friktionssystem); Ausgabedatum 2018-10
  - Teil 7: Fallen-Schnäpper; Ausgabedatum 2021-10
  - Teil 8: Anforderungen und Prüfverfahren für Drehkipp-, Kippdreh- und Dreh-Beschläge; Ausgabedatum 2018-01
  - Teil 9: Beschläge für Schwing- und Wendefenster; Ausgabedatum 2013-04
  - Teil 10: Senkklappflügelsysteme; Ausgabedatum 2009-02
  - Teil 11: Umkehrbeschläge für auskragende Schwing-Klappflügelfenster; Ausgabedatum 2009-02
  - Teil 12: Beschläge für auskragende Drehflügel-Umkehrfenster; Ausgabedatum 2009-03
  - Teil 13: Ausgleichgewichte für Vertikal-Schiebefenster; Ausgabedatum 2022-04
  - Teil 14: Einreiberverschlüsse für Schiebefenster; Ausgabedatum 2022-04
  - Teil 15: Laufwagen für Horizontalschiebe- und Beschläge für Faltschiebe-Fenster; Ausgabedatum 2019-07
  - Teil 16: Beschläge für Hebeschiebe-Fenster und -Fenstertüren; Ausgabedatum 2022-08
  - Teil 17: Beschläge für Kippschiebe-Fenster und -Fenstertüren; Ausgabedatum 2019-07
  - Teil 19: Schiebeverschlüsse (SCD); Ausgabedatum 2011-05
- EN 13637 Schlösser und Baubeschläge – Elektrisch gesteuerte Fluchttüranlagen für Türen in Fluchtwegen – Anforderungen und Prüfverfahren; Ausgabedatum 2015-12
- EN 14201 Abschlüsse und Läden – Widerstand gegen wiederholte Bedienungen (mechanische Lebensdauer) – Prüfverfahren; Ausgabedatum 2004-04
- EN 14637 Schlösser und Baubeschläge – Elektrisch gesteuerte Feststellanlagen für Feuer-/Rauchschutztüren – Anforderungen, Prüfverfahren, Anwendung und Wartung; Ausgabedatum 2008-01
- EN 14648 Schlösser und Baubeschläge – Beschläge für Fensterläden – Anforderungen und Prüfverfahren; Ausgabedatum 2007-12
- EN 14846 Baubeschläge – Schlösser – Elektromechanische Schlösser und Schließbleche – Anforderungen und Prüfverfahren; Ausgabedatum 2008-11

#### Normen zu Brandschutzzeichen
- DIN 4844 Graphische Symbole – Sicherheitsfarben und Sicherheitszeichen
  - Teil 1: Erkennungsweiten und farb- und photometrische Anforderungen; Ausgabedatum 2012-06
  - Teil 2: Registrierte Sicherheitszeichen; Ausgabedatum 2021-11
  - Teil 4: Leitfaden zur Anwendung von Sicherheitskennzeichnung; Ausgabedatum 2020-07 (technische Regel DIN/TR 4844-4)

### Anlagentechnischer Brandschutz
- M-LAR –  Muster-Richtlinie über brandschutztechnische Anforderungen an Leitungsanlagen; Fassung 10. Februar 2015, zuletzt geändert durch Beschluss der Fachkommission Bauaufsicht vom 3. September 2020
- VDI 3819 Brandschutz in der Gebäudetechnik
  - Blatt 1 Gesetze, Verordnungen, Technische Regeln; Ausgabedatum 2016-10
  - Blatt 2 Funktionen und Wechselwirkungen; Ausgabedatum 2013-07
  - Blatt 3 Brandschutzplanung und Brandschutzeinweisung – Pflichten, Inhalt und Dokumentation; Ausgabedatum 2009-01
- DIN 1988 Technische Regeln für Trinkwasser-Installationen
  - Teil 600: Trinkwasser-Installationen in Verbindung mit Feuerlösch- und Brandschutzanlagen; Ausgabedatum 2021-07
- EN 13501 Klassifizierung von Bauprodukten und Bauarten zu ihrem Brandverhalten
  - Teil 3: Klassifizierung mit den Ergebnissen aus den Feuerwiderstandsprüfungen an Bauteilen von haustechnischen Anlagen: Feuerwiderstandsfähige Leitungen und Brandschutzklappen; Ausgabedatum 2010-02
- EN ISO 19353 Sicherheit von Maschinen – Vorbeugender und abwehrender Brandschutz (ISO 19353); Ausgabedatum 2019-06
- VDMA 24188 Rauchschutzmaßnahmen in Treppenräumen – Rauchableitung, Rauchverdünnung, Rauchfreihaltung; Ausgabedatum 2011-06
- VdS 2298 Lüftungsanlagen im Brandschutzkonzept – Merkblatt für Planung, Ausführung und Betrieb; Ausgabedatum 2002-06

#### Normen für Brandmeldeanlagen und Sprachalarmanlagen
- DIN VDE 0833 Gefahrenmeldeanlagen für Brand, Einbruch und Überfall
  - Teil 1: Allgemeine Festlegungen
  - Teil 2: Festlegungen für Brandmeldeanlagen
  - Teil 4: Planen, Errichten, Erweitern, Ändern und Betreiben von Sprachalarmanlagen
- DIN 14096 Brandschutzordnung – Regeln für das Erstellen und das Aushängen; Ausgabedatum 2014-05
- DIN 14623 Orientierungsschilder für automatische Brandmelder; Ausgabedatum 2009-09
- DIN 14661 Feuerwehrwesen – Feuerwehr-Bedienfeld für Brandmeldeanlagen; Ausgabedatum 2016-11
- DIN 14662 Feuerwehrwesen – Feuerwehr-Anzeigetableau für Brandmeldeanlagen; Ausgabedatum 2016-11
- DIN 14674 Brandmeldeanlagen – Anlagenübergreifende Vernetzung; Ausgabedatum 2010-09
- DIN 14675 Brandmeldeanlagen
  - Teil 1: Aufbau und Betrieb; Ausgabedatum 2020-01
  - Teil 2: Anforderungen an die Fachfirma; Ausgabedatum 2020-01
- DIN 14677 Instandhaltung von elektrisch gesteuerten Feststellanlagen für Feuerschutz- und Rauchschutzabschlüsse sowie für elektrisch gesteuerte Feststellanlagen für Feuerschutzabschlüsse im Zuge von bahngebundenen Förderanlagen
  - Teil 1: Instandhaltungsmaßnahmen; Ausgabedatum 2018-08
  - Teil 2: Anforderungen an die Fachkraft; Ausgabedatum 2018-08
- EN 54 Brandmeldeanlagen → Hauptartikel: EN 54

#### Normen zu Warnanlagen für Wohnungen
- EN 14604 Rauchwarnmelder; Ausgabedatum 2009-02
- EN 14604 Berichtigung 1; Rauchwarnmelder; Ausgabedatum 2018-09
- DIN 14676 Rauchwarnmelder für Wohnhäuser, Wohnungen und Räume mit wohnungsähnlicher Nutzung – Teil 1: Planung, Einbau, Betrieb und Instandhaltung, Teil 2: Anforderungen an den Dienstleistungserbringer
- DIN VDE V 0826-1 Überwachungsanlagen – Teil 1: Gefahrenwarnanlagen (GWA) sowie Sicherheitstechnik in Smart Home-Anwendungen für Wohnhäuser, Wohnungen und Räume mit wohnungsähnlicher Nutzung – Planung, Einbau, Betrieb, Instandhaltung, Geräte- und Systemanforderungen; Ausgabedatum 2019-12

#### Rauch- und Wärmeabzugsanlagen
- VdS 3122 Winderkennungseinrichtungen zur Steuerung windbeeinflusster Rauch- und Wärmeabzugsanlagen; Ausgabedatum 2009-06
- DIN EN 12101 Rauch- und Wärmefreihaltung
  - Teil 1: Bestimmungen für Rauchschürzen; Ausgabedatum 2006-06
  - Teil 2: Natürliche Rauch- und Wärmeabzugsgeräte; Ausgabedatum 2017-08
  - Teil 3: Bestimmungen für maschinelle Rauch- und Wärmeabzugsgeräte; Ausgabedatum 2015-12
  - Teil 6: Festlegungen für Differenzdrucksysteme, Bausätze; Ausgabedatum 2005-09
  - Teil 7: Entrauchungskanalstücke; Ausgabedatum 2011-08
  - Teil 8: Entrauchungsklappen; Ausgabedatum 2011-08
- DIN 18232 Rauch- und Wärmefreihaltung
  - Teil 1: Begriffe, Aufgabenstellung; Ausgabedatum 2002-02
  - Teil 2: Natürliche Rauchabzugsanlagen (NRA); Bemessung, Anforderungen und Einbau; Ausgabedatum 2007-11
  - Teil 4: Wärmeabzüge (WA), Prüfverfahren; Ausgabedatum 2003-04
  - Teil 5: Maschinelle Rauchabzugsanlagen (MRA); Anforderungen, Bemessung; Ausgabedatum 2012-11
  - Teil 7: Wärmeabzüge aus schmelzbaren Stoffen; Bewertungsverfahren und Einbau; Ausgabedatum 2008-02
  - Teil 9: Wesentliche Merkmale und deren Mindestwerte für natürliche Rauch- und Wärmeabzugsgeräte nach DIN EN 12101-2; Ausgabedatum 2021-12

- EN 50849 VDE 0828-1 Elektroakustische Notfallwarnsysteme; Ausgabedatum 2017-11

#### Normen zur Lüftung
- EN 15423 Lüftung von Gebäuden – Brandschutz von Lüftungsanlagen in Gebäuden; Ausgabedatum 2008-09
- EN 15871 Lüftung von Gebäuden – Feuerwiderstandsfähige Leitungen; zurückgezogen

#### Normen zum Aufzug
- VDI 6017 Aufzüge – Steuerung für den Brandfall; Ausgabedatum 2015-08
- VdS 2895 Einbau von Anlagen zur Aufzugsschachtentrauchung; Ausgabedatum 2022-09
- DIN 18091 Aufzüge; Schacht-Schiebetüren für Fahrschächte mit Wänden der Feuerwiderstandsklasse F 90; Ausgabedatum 1993-07
- EN 81 Sicherheitsregeln für die Konstruktion und den Einbau von Aufzügen – Überprüfung und Prüfverfahren
  - Teil 58: Prüfung der Feuerwiderstandsfähigkeit von Fahrschachttüren; Ausgabedatum 2022-08
  - Teil 72: Feuerwehraufzüge; Ausgabedatum 2020-11
  - Teil 73: Verhalten von Aufzügen im Brandfall; Ausgabedatum 2020-11

#### Normen zu Gaslöschanlagen
- EN 12094 Ortsfeste Brandbekämpfungsanlagen – Bauteile für Löschanlagen mit gasförmigen Löschmitteln → Hauptartikel: EN 12094

#### Normen zur Sprinkleranlage
- VdS CEA 4001 Sprinkleranlagen – Planung und Einbau; Ausgabedatum 2021-01
- EN 12845 Ortsfeste Brandbekämpfungsanlagen – Automatische Sprinkleranlagen – Planung, Installation und Instandhaltung; Ausgabedatum 2020-11

#### Rauchgas-Entschwefelungs-Anlagen
- VdS 2371 Rauchgas-Entschwefelungs-Anlagen (REA) – Richtlinien für den Brandschutz; Ausgabedatum 1993-10

#### Normen zu Sprühwasser-Löschanlagen
- VdS 2109; Richtlinien für Sprühwasser-Löschanlagen – Planung und Einbau; Ausgabedatum 2021-01

#### Normen für Alarmübertragungsanlagen
- EN 50136 VDE 0830-5 Alarmanlagen – Alarmübertragungsanlagen und Alarmübertragungseinrichtungen
  - Teil 1: Allgemeine Anforderungen an Alarmübertragungsanlagen; Ausgabedatum 2019-06
  - Teil 2: Anforderungen an Übertragungseinrichtungen (ÜE); Ausgabedatum 2014-08
  - Teil 3: Anforderungen an Übertragungszentralen (ÜZ); Ausgabedatum 2021-12
  - Teil 4: Anzeige- und Bedieneinrichtung; Ausgabedatum 2005-07 (Vornorm DIN CLC/TS 50136-4)
  - Teil 7: Anwendungsregeln; Ausgabedatum 2018-05 (Vornorm DIN CLC/TS 50136-7)
  - Teil 9: Anforderungen an standardisierte Protokolle zur Alarmübertragung unter Nutzung des Internetprotokolls (IP); Ausgabedatum 2021-12 (Vornorm DIN CLC/TS 50136-9)

#### Behindertennotruf
- DIN VDE 0834 Rufanlagen in Krankenhäusern, Pflegeheimen und ähnlichen Einrichtungen
  - Teil 1: Geräteanforderungen, Planen, Errichten und Betrieb; Ausgabedatum 2016-06
  - Teil 2: Umweltbedingungen und Elektromagnetische Verträglichkeit; Ausgabedatum 2019-02

### Mitgeltende Normen zum Brandschutz

#### Feuerwehrnormen
- DIN 14011 Feuerwehrwesen – Begriffe; Ausgabedatum 2018-01
- DIN 14095 Feuerwehrpläne für bauliche Anlagen; Ausgabedatum 2007-05
- DIN 14461 Feuerlösch-Schlauchanschlusseinrichtungen
  - Teil 1: Wandhydrant mit formstabilem Schlauch; Ausgabedatum 2016-10
  - Teil 2: Einspeiseeinrichtung und Entnahmeeinrichtung für Löschwasserleitungen „trocken“; Ausgabedatum 2009-09
  - Teil 3: Schlauchanschlussventile PN 16; Ausgabedatum 2020-08
  - Teil 4: Einspeisearmatur PN 16 für Löschwasserleitungen; Ausgabedatum 2008-02
  - Teil 5: Entnahmearmatur PN 16 für Löschwasserleitungen; Ausgabedatum 2008-02
  - Teil 6: Wandhydranten mit Flachschlauch für geschultes Personal; Ausgabedatum 2016-10
  - Teil 10: Konformitätsbewertung von Armaturen für Feuerlösch-Schlauchanschlusseinrichtungen; Ausgabedatum 2021-01

### Brandschutzvokabular
- DIN EN ISO 13943 Brandschutz – Vokabular; Ausgabedatum 2018-01

### Brandschutzingenieurwesen
- DIN 18009 Brandschutzingenieurwesen
  - Teil 1: Grundsätze und Regeln für die Anwendung; Ausgabedatum 2016-09
  - Teil 2: Räumungssimulation und Personensicherheit; Ausgabedatum 2022-08

### Normen zu Wertbehältnissen und Lagerschränken
- EN 1047 Wertbehältnisse – Klassifizierung und Methoden zur Prüfung des Widerstandes gegen Brand
  - Teil 1: Datensicherungsschränke und Disketteneinsätze; Ausgabedatum 2019-12
  - Teil 2: Datensicherungsräume und Datensicherungscontainer; Ausgabedatum 2019-06
- EN 1143 Wertbehältnisse – Anforderungen, Klassifizierung und Methoden zur Prüfung des Widerstandes gegen Einbruchdiebstahl
  - Teil 1: Wertschutzschränke, Wertschutzschränke für Geldautomaten, Wertschutzraumtüren und Wertschutzräume; Ausgabedatum 2019-07
  - Teil 2: Deposit-Systeme; Ausgabedatum 2014-09
- EN 1300 Wertbehältnisse – Klassifizierung von Hochsicherheitsschlössern nach ihrem Widerstandswert gegen unbefugtes Öffnen; Ausgabedatum 2019-05
- EN 14450 Wertbehältnisse – Anforderungen, Klassifizierung und Methoden zur Prüfung des Widerstandes gegen Einbruchdiebstahl – Sicherheitsschränke; Ausgabedatum 2018-02
- EN 14470 Feuerwiderstandsfähige Lagerschränke
  - Teil 1: Sicherheitsschränke für brennbare Flüssigkeiten; Ausgabedatum 2004-07
  - Teil 2: Sicherheitsschränke für Druckgasflaschen; Ausgabedatum 2006-11
- EN 15659 Wertbehältnisse – Klassifizierung und Methoden zur Prüfung des Widerstandes gegen Brand – Leichte Brandschutzschränke; Ausgabedatum 2020-02

## Bildungseinrichtungen zum Brandschutz
Deutschland:
- Rheinland-Pfälzische Technische Universität Kaiserslautern-Landau, Standort Kaiserslautern: Baulicher Brandschutz (Vertiefungsrichtung).[11]
- Technische Universität Braunschweig: Brandschutz (Vertiefungsrichtung)[12] (B.Sc., M.Sc.),[13] Institut für Baustoffe, Massivbau und Brandschutz.[14]
- Rheinland-Pfälzische Technische Universität Kaiserslautern-Landau, Standort Kaiserslautern: Brandschutzplanung (M.Eng.)[15]
- Technische Universität Dresden: Master-Studiengang Vorbeugender Brandschutz (M.Eng.)[16]
- Technische Akademie Südwest e. V. (TAS) der FH und der RPTU: Vorbeugender Brandschutz (M.Eng.)[17][18]
- Hochschule für Angewandte Wissenschaften Hamburg:
  - Gefahrenabwehr / Hazard Control (Bachelor of Engineering)[19][20]
  - Rettungsingenieurwesen / Rescue Engineering (B.Eng.)
- Technische Hochschule Köln:
  - Rettungsingenieurwesen und Gefahrenabwehr
    - Studienrichtung Rettungsingenieurwesen (B.Eng., M.Sc.)
    - Studienrichtung Brandschutzingenieurwesen (B.Eng., M.Sc.)

  - Fachplaner und Fachbauleiter im Brandschutz[21]
- Hochschule Furtwangen: Security & Safety Engineering (B.Sc., M.Sc.)[22]
- Otto-von-Guericke-Universität Magdeburg / Hochschule Magdeburg-Stendal: Sicherheit und Gefahrenabwehr (B.Sc., M.Sc.)
- Bergische Universität Wuppertal: Studiengang Sicherheitstechnik (B.Sc., M.Sc.; jeweils mit optionalem Schwerpunktsbereich Brandschutz)[23]
- Karlsruher Institut für Technologie – Forschungsstelle für Brandschutztechnik[24]

Österreich:
- Universität für Weiterbildung Krems: Fire Safety Management (M.Sc.)[25]